# شبه جزيرة طنجة

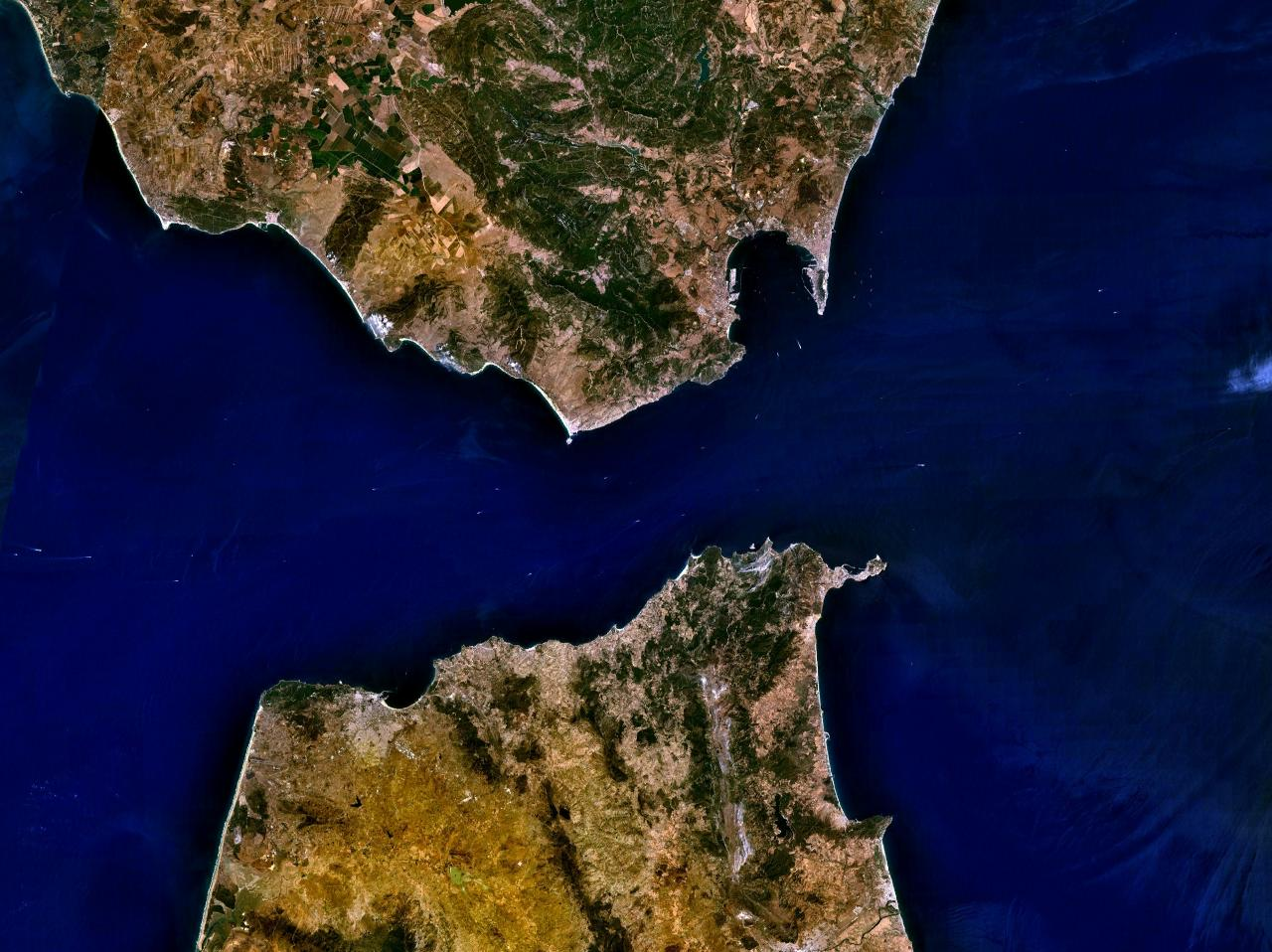
شبه جزيرة تنجيتان في الأسفل (جنوباً)

شبه جزيرة طنجة وهي شبه جزيرة صغيرة تقع في شمال غرب إفريقيا، والتي تشكل مع الجزء الجنوبي من البر الرئيسي لإسبانيا (شبه الجزيرة الأيبيرية) ومضيق جبل طارق، بالإضافة إلى حدود المحيط الأطلسي مع البحر الأبيض المتوسط. والمدن الرئيسية هي طنجة وتطوان وسبتة. من الناحية الإدارية تنتمي شبه الجزيرة إلى عمالات طنجة وأنجرة ومضيق الفنيدق وتطوان المغربية، ومدينة سبتة المتمتعة بالحكم الذاتي الإسبانية. وتاريخيا كانت تابعة لإقليم موريتانيا الطنجية.